# لایگر (فیلم)
لایگر (به انگلیسی: Liger) یک فیلم ورزشی، درام و عاشقانه هندی محصول سال ۲۰۲۲ به کارگردانی پوری جاگاناد با بازی ویجی دوراکوندا، مایک تایسون، آنانیا پاندی، رامیا کریشنان، رونیت روی، چانکی پاندی و ماکاراند دشپانده است.
این فیلم در سال ۲۰۱۹ معرفی شد و عنوان Liger در ژانویه ۲۰۲۱ اعلام شد. فیلمبرداری اصلی در ژانویه ۲۰۲۰ آغاز شد و پس از مارس ۲۰۲۰ به دلیل دنیاگیری کووید-۱۹ با تأخیر تولید مواجه شد. فیلمبرداری در فوریه ۲۰۲۱ از سر گرفته شد و پس از تعلیق فیلمبرداری در طول همه‌گیری، فیلم در فوریه ۲۰۲۲ به پایان رسید. سرانجام فیلم در ۲۵ اوت ۲۰۲۲ در سینما اکران شد که توسط منتقدان مورد توجه قرار گرفت و به یک شکست انتقادی و تجاری تبدیل شد. این فیلم با فروش ۶۰٫۸۰ کرور روپیه (۷٫۱ میلیون دلار) در مقابل بودجه ۱۲۵ کرور روپیه (۱۵ میلیون دلار آمریکا) به یک فاجعه باکس آفیس تبدیل شد.

## خلاصه داستان
داستانی دربارهٔ هنرهای رزمی و ارزوها و عشق‌های بدون حد و مرز، دربارهٔ پسری بنام لایگر هست که تنها هدفش قهرمانی در مبارزات جهانی است هم چنین او لکنت زبان دارد و…